# Anaxyrus speciosus
Anaxyrus speciosus és una espècie d'amfibi de la família dels bufònids. Anteriorment inclosa en el gènere Bufo. És nativa dels Estats Units concretament en l'estat de Texas, però també resideix en Oklahoma, Nou Mèxic i Mèxic. Aquesta espècie habita en pastures, àrees cultivades i sabana. S'enterra sota terra quan està inactiu. Es troba sovint en zones amb sòl sorrenc. Els ous i les larves es desenvolupen en les aigües poc profundes de les piscines de pluja i séquies artificials i estanys. No hi ha amenaces significatives per a la supervivència d'aquesta espècie.